# Apt Pupil
Apt Pupil és una pel·lícula de thriller psicològic estatunidenca del 1998 basada en la novel·la de 1982 del mateix nom de Stephen King. La pel·lícula va ser dirigida per Bryan Singer i protagonitzada per Ian McKellen i Brad Renfro. Ambientada a la dècada de 1980 al sud de Califòrnia, la pel·lícula explica la història de l'estudiant de secundària Todd Bowden (Renfro), que descobreix un criminal de guerra nazi fugitiu, Kurt Dussander (McKellen), que viu al seu barri sota les un pseudònim. Bowden, obsessionat amb el nazisme i l'Holocaust, convenç a Dussander de compartir les seves històries, i la seva relació provoca malícia en cadascun d'ells. Singer ha anomenat Apt Pupil "un estudi sobre la crueltat", on el nazisme que serveix com a vehicle per demostrar la capacitat del mal.
La pel·lícula es va estrenar als Estats Units i al Canadà l'octubre de 1998 amb crítiques diverses i va guanyar menys de 9 milions de dòlars. Els actors principals van guanyar diversos premis menors per les seves actuacions.

## Argument
Al Sud de Califòrnia l'any 1984, Todd Bowden, un estudiant de secundària de 16 anys, descobreix que el seu veí ancià, Arthur Denker, és Kurt Dussander, un antic comandant d’un camp de concentració nazi que ara és un criminal de guerra fugitiu. Todd, fascinat per les atrocitats nazis perpetrades durant la Segona Guerra Mundial, fa xantatge a Dussander, obligant-lo a compartir històries inquietants sobre com era ell treballant als camps d'extermini nazis i com es va sentir en participar en el genocidi.
Todd compra un uniforme de les SS a una botiga de disfresses i obliga a Dussander a portar-lo. A mesura que passa més temps amb Dussander, els seus deures escolars es ressenten, perd l'interès per la seva xicota i amaga les seves males notes als seus pares. Alhora Dussander comença a fer xantatge en Todd, obligant-lo a treballar per restaurar les seves notes amenaçant amb exposar el subterfugi i la seva aliança amb el nazisme als seus pares. Dussander fins i tot es fa passar per l'avi de Todd i va a una cita amb el conseller escolar de Todd, Edward French. Parlar dels crims de guerra afecta tant al vell com al nen. Un Dussander embriagat intenta i no aconsegueix matar un gat amb el seu forn de gas. Dussander també s'enorgulleix del notable gir de Todd en qüestió de setmanes.
Una nit, Dussander intenta matar una persona sense sostre que abans l'havia vist amb l'uniforme. Quan en Dussander té un atac cardíac, truca a en Todd, que acaba l’assassinat, neteja i truca una ambulància per en Dussander. A l'hospital, Dussander és reconegut per un supervivent del camp d'extermini que comparteix la seva habitació. És arrestat i s'organitza una extradició a Israel. Todd es gradua com a valedictorian i fa un discurs sobre Ícar, dient: "Tots els grans èxits van sorgir de la insatisfacció. És el desig de fer-ho millor, d'aprofundir, el que impulsa la civilització a la grandesa". L'escena es juxtaposa en un muntatge amb l'escorcoll de la casa de Dussander i la troballa del cadàver al soterrani.
En Todd és interrogat sobre la seva relació amb Dussander i convenç a la policia que no sabia res de la veritable identitat de l'home. Un grup de neonazis es manifesta fora de l'hospital; En adonar-se que la seva situació és desesperada, Dussander se suïcida donant-se una embolisme gasós. Quan French s'assabenta que l'home que va conèixer a Todd a l'escola no era l'avi de Todd, sinó un criminal de guerra, s'enfronta a Todd, que després fa xantatge a French perquè calli amenaçant-lo d'acusar-lo de contactes sexuals inadequats.

## Repartiment
Ian McKellen interpreta a Kurt Dussander, un criminal de guerra nazi que s'amaga a Amèrica sota el pseudònim d'Arthur Denker. El guionista Brandon Boyce va descriure Dussander com "un compost d'aquests fantasmes de la Segona Guerra Mundial", però no basat en cap individu de la vida real. McKellen es va sentir atret pel paper perquè va quedar impressionat amb The Usual Suspects de Singer i va veure el paper de Dussander com "una part agradable, carnosa i difícil". Singer, que havia disfrutat amb McKellen a la pel·lícula de John Schlesinger de 1995 Cold Comfort Farm, el va convidar a fer el paper.El llenguatge del personatge va ser escrit originalment per a "un alemany molt estoic", però Singer va pensar que la personalitat "complexa" de McKellen podria contribuir al personatge. El director va dir sobre l'elecció de McKellen: "Vaig sentir que si pogués combinar la seva complexitat, el seu colorit, amb el personatge estoic alemany, crearia un personatge que, encara que malvat, obtindria més simpatia i seria més agradable per al públic. "
Brad Renfro protagonitza al costat de McKellen com a Todd Bowden, un jove de 16 anys que descobreix el passat criminal de Denker. Singer va audicionar un parell de centenars de joves i va triar Renfro, de 14 anys, dient d'ell: "Brad era el més brillant, el més intens i el més real. No sols podia tenir la intensitat quan volíem, sinó que hi havia un buit que podia transmetre, i al final de la imatge havia de convertir-se en aquest recipient buit." Retratar un personatge manipulador va influir temporalment en Renfro, qui va dir que la gent que l'envoltava estava preocupada pel seu estat d'ànim. Renfro va dir de la seva actuació: "És un viatge que he de fer. La gent només m'ha de deixar en pau quan ho faig. És la meva feina." Va descriure a Todd com un "noi molt articulat" que es revela com un "monstre", la qual cosa també va significar una desviació dels seus papers anteriors com el "rebel" o el "dolent hipersensible". Singer va descriure la seva impressió del personatge:
| « | No he cregut ni un minut que [Todd Bowden] fos pur com la neu batuda. La capacitat de fer xantatge a un vell: òbviament, hi ha una recerca d'alguna cosa que és un pas dur més enllà de la innocència. Crec que el tenia dins seu, un buit que necessitava omplir i portat a un nou lloc, una nova direcció. La seva escola, els seus pares, el seu entorn no ho feien per ell. Aquest individu en concret va aparèixer abans que alguns altres, però potser podria haver estat drogues, podria haver estat una violació. Todd probablement no era un noi molt bo. Però aquest tipus de dolent pot existir en molta més gent del que ens adonem. | » |

Schwimmer interpreta Edward French, el conseller d'orientació de l'escola secundària de Todd Bowden. Abans de Schwimmer, Kevin Pollak va estar vinculat al paper. Mentre que Schwimmer era conegut pel seu paper còmic al programa de televisió Friends, Singer va quedar impressionat per la seva actuació en una producció escènica de Los Angeles i va decidir reclutar-lo com a conseller.

## Producció
La pel·lícula va ser una adaptació de la novel·la de Stephen King del mateix nom.

### Intent de producció anterior
Quan la novel·la de Stephen King Apt Pupil es va publicar com a part de la seva col·lecció Different Seasons el 1982, el productor Richard Kobritz va optar pels drets cinematogràfics de la novel·la. Kobritz va reunir amb l'actor James Mason per interpretar al criminal de guerra de la novel·la Kurt Dussander, però Mason va morir el juliol de 1984 abans de la producció com a conseqüència d'un atac de cor. El productor també es va apropar a Richard Burton per al paper, però Burton també va morir l'agost d'aquell mateix any. L'any 1987, la producció de la pel·lícula va començar amb Nicol Williamson com a Kurt Dussander, i Rick Schroder, de 17 anys, interpretaria a Todd Bowden. En aquell any, Alan Bridges va començar a dirigir la pel·lícula amb un guió coescrit per Ken Wheat i el seu germà Jim Wheat. Després de deu setmanes de rodatge, la producció va patir manca de fons de la seva productora Granat Releasing, i la pel·lícula va haver de quedar en suspens. Kobritz va intentar reactivar la producció, però quan va arribar l'oportunitat un any més tard, Schroder havia envellit massa considerablement perquè la pel·lícula funcionés. Es van abandonar quaranta minuts de metratge utilitzable.

### Direcció sota Bryan Singer

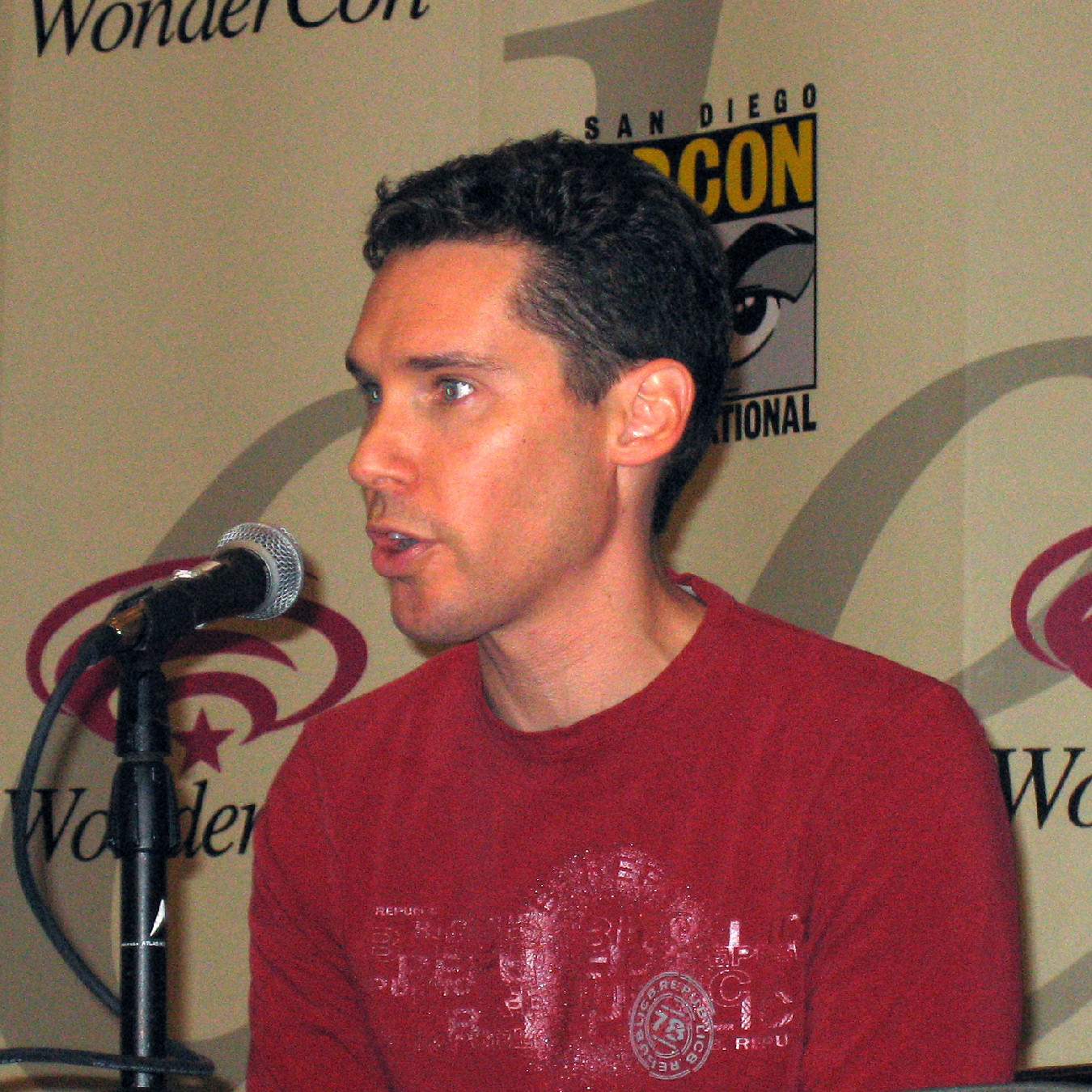
El director Bryan Singer el 2006

Bryan Singer va llegir per primer cop Apt Pupil quan tenia 19 anys, i quan es va convertir en director, va voler adaptar la novel·la a una pel·lícula. L'any 1995, Singer va demanar al seu amic i guionista Brandon Boyce que escrivís un guó especificat adaptant la novel·la. Boyce va recordar el procés d'escriptura: "Vaig pensar que era una obra escènica fantàstica, en realitat... dues persones, pràcticament a una casa parlant. El meu guió estava completament en les especificacions, així que, si no funcionava, almenys jo" Tinc una mostra d'escriptura". Quan l'opció original de la novel·la va expirar el 1995, Stephen King va demandar per recuperar els drets. Singer i Boyce van proporcionar llavors a King un primer esborrany del seu guió i una còpia de la pel·lícula de Singer Sospitosos habituals (1995), que encara no s'havia llançat públicament. Impressionat amb Singer, King va optar als drets del director per 1 $, i es va disposar a ser compensat quan s'estrenés la pel·lícula. Singer va dir de la resposta final de King a la pel·lícula, malgrat alguns canvis fets al material original, "A Stephen li va encantar. Semblava pensar que vaig captar l'estat d'ànim de la peça." El director va apreciar poder fer una pel·lícula de terror de Stephen King però amb menys horror sobrenatural i més horror basat en personatges. Singer va parlar del seu objectiu: "Hi ha hagut moltes pel·lícules de terror divertides com Malson a Elm Street i Scream, i I Know What You Did Last Summer. Però trobo a faltar pel·lícules com The Shining, L'exorcista i The Innocents de Jack Clayton, així que aquesta és una pel·lícula amb l'esperit de la veritable pel·lícula de terror."
Singer va descriure la premisa d’Apt Pupilcom a "estudi de la crueltat". Es va preparar per a la pel·lícula llegint llibres com el llibre d'història de 1996 Els botxins voluntaris de Hitler, que va confirmar les seves creences que els criminals de guerra nazis se sentien "no culpables i importants del que havien fet". Es va referir a com les interaccions del jove Todd Bowden amb el criminal de guerra nazi Kurt Dussander van començar a afectar-lo: "M'agradava la idea de la naturalesa infecciosa del mal... La noció que qualsevol persona té la capacitat de ser cruel si està motivada adequadament és, crec, un concepte aterridor". El director també va percebre la pel·lícula com no sobre l'Holocaust, creient que el criminal de guerra nazi podria haver estat substituït per un dels botxins de Pol Pot o un assassí en massa de Rússia. "No es tractava del feixisme o del nacionalsocialisme. Es tractava de la crueltat i la capacitat de fer actes horribles, de conviure amb ells i ser empoderat per ells", va dir Singer. Amb aquesta finalitat, el director va intentar evitar l'ús obert d'esvàstiques i altres símbols nazis. També es va sentir atret per la pel·lícula com "[una] idea que la horrible col·lectivitat d'aquest fet terrible que va passar dècades enrere a Europa s'havia arrossegat d'alguna manera a través de l'oceà i a través del temps, com un golem, en aquest bell barri suburbà del sud de Califòrnia".
Singer va rebutjar oportunitats de direcció amb pel·lícules com The Truman Show i L'ombra del diable després de l'èxit de Sospitosos habituals. En canvi, va agafar Apt Pupil: "Era un tema molt fosc, i era una cosa que venia de la passió". Va reconèixer en retrospectiva que Apt Pupil "en realitat no havia de ser un gran èxit". Singer va rebre el suport econòmic del productor. Scott Rudin i la productora Spelling Films. Ian McKellen va interpretar a Dussander, i Brad Renfro va interpretar a Bowden. Amb 1 milió de dòlars pagats per a la preproducció, estava previst que el rodatge comencés el juny de 1996. A causa de desacords financers entre Singer i Rudin, la data d'inici va ser retardada i posteriorment cancel·lada. Singer i el seu equip de producció es van mantenir junts mentre el productor Don Murphy i la seva parella Jane Hamsher van demanar refinançament. Mike Medavoy, un antic president de TriStar Pictures, va rescatar la producció amb el suport financer de la seva productora Phoenix Pictures. La companyia va proporcionar als cineastes 14 milions de dòlars per produir Apt Pupil. El rodatge va tenir lloc a Altadena, Califòrnia. Singer va relatar com Todd Bowden es va rebel·lar contra el seu entorn suburbà. El director va utilitzar el nom del seu equip de futbol de secundària, els Pirates, i els colors verd i daurat de l'equip a la pel·lícula, dient: "Acabo de projectar la meva pròpia infància al sud de Califòrnia."

### Edició i composició
John Ottman va servir com a editor de pel·lícules i com a compositor musical per a Apt Pupil. Quan va editar la pel·lícula, va trobar un repte crear la partitura musical adequada. Ottman va recordar: "Normalment, un editor marcarà escenes amb música temporal de CD, i així successivament, i res del que vaig trobar funcionava per a aquesta pel·lícula". El compositor va buscar una barreja entre les partitures de la pel·lícula de ciència-ficció 2001: una odissea de l'espai (1968) i la comèdia de base militar 1941 (1979) per crear un "pastitx d'un altre món". Ottman va dir del seu enfocament:
| « | Quan tires un gat al forn, és fàcil que algú de l'orquestra colpegi un martell contra una enclusa, espantant a tothom. La part difícil és manipular la història i accentuar els personatges. Al principi, quan Todd està imposant les regles, escolteu una certa idea temàtica repetitiva. Sents la mateixa música quan en Dussander està donant voltes a Todd, cosa que et fa recordar la primera escena... Esperes que la gent estigui fent la connexió subliminal que les taules estan girant cap endavant i cap enrere. | » |

Una altra escena en què Ottman va combinar les seves tasques d'edició i composició va ser quan Dussander es desperta a l'hospital amb el programa de televisió The Jeffersons de fons. Ottman va explicar la seva intenció per a l'escena: "Vaig utilitzar The Jefferson com a cosa innòcua, que va entre ell i la televisió, de manera que quan obre els ulls, t'espanta molt... aquest pizz ensordidor de Bartok, que és quan tots els violins toquen les seves cordes molt fort i creen aquest so revoltós i inquietant". Ottman va gravar la partitura de la pel·lícula amb la Seattle Symphony.

## Anàlisi crítica

### Obsessió pel nazisme i l'Holocaust
A The Films of Stephen King, Dennis Mahoney escriu que l'obsessió pel nazisme i l'Holocaust que es desenvolupa a Apt Pupil és el resultat del vincle patern entre el criminal de guerra nazis Kurt Dussander i l'estudiant de secundària Todd Bowden. Aquests vincles són temes comuns a les obres de Stephen King: "La representació del mal que King fa sovint sembla requerir un vincle actiu i il·lícit entre un home (sovint en el paper de pare o substitut del pare) i un individu més jove, abans innocent (sovint en el paper d'una descendència biològica o subrogada) que s'inicia en el pecat". A la pel·lícula, l'any 1984 destaca, a més dels connotacions orwellianes, el moment de la història nord-americana en què l'Holocaust es tracta com un curs d'una setmana amb poc temps "per ser temperat amb l'autoqüestionament sobre les motivacions darrere". L'obsessió de Bowden amb l'Holocaust és un dispositiu argumental clau "en què el passat té aquest control inquebrantable sobre el present". La seqüència inicial de la pel·lícula mostra com Bowden tracta aquesta història com un simulacre en què la història es fa seva, com ho demostra la breu superposició del seu cap amb els nazis que està estudiant. Tot i que la història cobra vida per a Bowden, ell la percep a través dels perpetradors (és a dir, Dussander) i no a través de les víctimes, caracteritzant Bowden com a "apte" en el sentit de "una tendència natural a... un comportament indesitjable".
Mahoney diu que el llenguatge serveix com a "vehicle per la corrupció", ja que Dussander explica a Bowden històries horroroses del seu servei al camp d'extermini fictici de Patin. Bowden, en escoltar les històries, es converteix en "una extensió vampírica del mal" que Dussander exhibeix. L'intercanvi d'històries porta tant Dussander com Bowden a tenir malsons, i per a Bowden, els malsons són "un passat que és cada cop més present". Un dels motius clau de la pel·lícula és que "es va obrir una porta que no es va poder tancar", fent referència a la confessió de Dussander sobre seguir ordres i no poder contenir-se. El motiu també es transmet a l'escena en què Bowden obliga a Dussander a posar amb un uniforme de Schutzstaffel i marxar a les ordres de Bowden. Dussander continua marxant malgrat les insistències de Bowden que s'aturés, emulant la premissa del poema de Goethe L'aprenent de bruixot en què l'aprenent sense formació utilitza la màgia per encantar escombres i no té l'habilitat per aturar-les. L'escena és "el punt d'inflexió figuratiu i literal de la pel·lícula".

### Sadomasoquisme, homoerotisme i homofòbia
Mahoney diu que el sadomasoquisme, l'homoerotisme i l'homofòbia es destaquen en el relat de Bryan Singer de la novel·la de Stephen King. A Frames of Evil: The Holocaust as Horror in American Film, Caroline Picart i David Frank escriuen que la cara del mal està representada a la pel·lícula com el nazisme, sovint etiquetat com a "per excel·lència innat [i] sobrenaturalment astut", però també "d'una manera més subterrània, difuminant perillosament... els límits entre l'homoerotisme i l'homosexualitat". La monstruositat nazi a Apt Pupil s'estructura a través d'una "anormalitat" sexual, on s'introdueixen una sèrie de dicotomies binàries: "normal versus monstruós, heterosexual versus homosexual i saludable versus malalt". Una dicotomia addicional, victimista (masculinitzada) versus víctima (feminitzada), reflecteix les "tensions ocultes" de la pel·lícula en què els papers de poders de Bowden i Dussander són reversibles. Tot i que el "conjunt de perversions" que es desenvolupen a la novel·la són misògines, la pel·lícula desplega el conjunt com a "homoeròtic i homòfob ambivalent". La pel·lícula elimina la misogínia de la novel·la i deixa intacte l'homoerotisme subjacent dels personatges centrals. La pel·lícula també exposa la connexió entre l'homofòbia i com es representen els homes víctimes de l'Holocaust.
Els personatges centrals Todd Bowden i Kurt Dussander apareixen a la pantalla la major part del temps, i sovint s'enquadren molt a prop, cosa que Picart i Frank descriuen com "[intensificant] una intimitat homoeròtica [que està] marcada per la por al contacte amb el monstruós". L'homoerotisme a Apt Pupil es demostra encara més amb l'atenció al cos de Todd. A l'escena inicial en què Bowden es troba al seu dormitori durant una nit de tempesta, "la càmera sempre invadeix i la il·luminació fetitxitzen el cos juvenil de Todd", semblant al fetitxisme del cos femení en pel·lícules com Psicosi (1960). Aquesta representació crea un dualisme en què "ara és simultàniament perillós i en perill d'extinció" en els seus vincles homòfobs i homoeròtics amb el nazisme.
Quan Bowden dona a Dussander un uniforme de les SS perquè l'utilitzi i amb el qual marxar sota les ordres de Bowden, les demandes de l'estudiant s'accentuen a la pel·lícula com a "més dominant i voyeurista", segons Picart i Frank. Bowden li diu a Dussander: "He intentat fer-ho d'una manera agradable, però tu no ho vols. Molt bé, ho farem de la manera més difícil. Et posaràs això, perquè vull veure't -hi. Ara. mou-te!" L'estil d'edició de l'escena de la marxa nazi juxtaposa Dussander marxant amb l'uniforme i Bowden reaccionant a la marxa. Plans de la reacció de Bowden és des d'un angle baix, que reflecteix "la diferència sexual entre els personatges"; Bowden és masculinitzat com "el portador de la mirada [sexual]", i Dussander està feminitzat com "l'objecte de la mirada". El tall entre Bowden i Dussander "corrobora una disposició homoeròtica d'imatges" que visualitza l'homoerotisme latent de l'escena de la novel·la. Quan Dussander accelera la seva marxa i Bowden li diu que s'aturi, el pla contraplà accelerat "[ruptura] radicalment l'estructura de poder", on Bowden perd "el control del seu poder sàdic sobre Dussander".Picart & Frank 2006, p. 114

## Diferències entre novel·la i pel·lícula
La novel·la Apt Pupil de Stephen King comença l'any 1974, quan Todd Bowden està a l'escola secundària, i acaba amb ell graduant-se a l'institut. A la pel·lícula de Bryan Singer, la història transcorre plenament l'any 1984, quan Todd Bowden està en el seu darrer any a l'escola secundària. A la novel·la, durant tres anys fins al final de la història, Todd Bowden i el criminal de guerra nazi Kurt Dussander van descobrir que assassinen de manera independent un gran nombre de vagabunds i transitoris, mentre que a la pel·lícula, els assassinats es condensen a l'intent de Dussander de matar el vagabund Archie. Singer va intentar reduir la violència de la novel·la, sense voler que semblés "explotativa o repetitiva". A diferència de la novel·la, els personatges de la pel·lícula no van mostrar explícitament l'animadversió cap als jueus. La seqüència de somnis de la novel·la en què Bowden viola una verge jueva de setze anys com a experiment de laboratori sota la guia de Dussander va ser substituïda per la seqüència de somnis de la pel·lícula en què Bowden veu desplegar tres escenes de cambra de dutxa de gas. A la pel·lícula es va reduir la trobada de Todd amb l'escolar Betty (anomenada Becky a la pel·lícula). A la novel·la, somia amb la Betty com a reclusa d'un camp de concentració a qui pot violar i torturar. A la pel·lícula, té una breu trobada amb Becky on es troba incapaç de actuar sexualment.
A la novel·la, el conseller de secundària de Bowden, Edward French, s'enfronta a l'estudiant amb sospites que Dussander no és realment l'avi de Bowden, i Bowden assassina French a sang freda. Aleshores, Bowden s'embarca en un tiroteig des d'un arbre amb vistes a una autopista, que provoca la seva mort cinc hores més tard. Singer va sentir incapaç d'aconseguir el final de King: "Li vaig dir a [King] que el final es llegeix tan bé. Mai no podria estar a l'altura; l'hauria matat." A la pel·lícula, Bowden intimida French, qui sospita de la falsa relació de Dussander amb l'estudiant, amenaçant-lo amb "rumors i insinuacions". Stanley Wiater, autor de The Complete Stephen King Universe, va escriure: "Tal com es mostra a la pantalla, Todd és molt més conscientment malvat, a la seva manera, que al llibre. Aquest canvi, tot i que fa que el final sigui menys brutal, potser aconsegueix l'impossible: també fa que el final sigui encara més fosc."

## Estrena i recepció
Bryan Singer va mostrar Apt Pupil al Centre de l'Holocaust de L.A. del Museu de la Tolerància per avaluar els comentaris dels rabins i altres sobre la referència a l'Holocaust. Amb una resposta positiva, el director va procedir a l'estrena de la pel·lícula. Apt Pupil estava previst que s'estrenés inicialment el febrer de 1998, però el distribuïdor de la pel·lícula va traslladar la data d'estrena a la tardor, sentint que pertanyia "al costat d'altres més. pel·lícules serioses". Es va estrenar al Festival Internacional de Cinema de Venècia el setembre de 1998. Llavors es va estrenar comercialment el 23 d'octubre de 1998 a 1.448 sales dels Estats Units i Canadà, recaptant 3,6 milions de dòlars el cap de setmana d'obertura i col·locant-se. novè a la taquilla del cap de setmana. La pel·lícula va recaptar 8,9 milions de dòlars als Estats Units i Canadà. Apt Pupil es va considerar una decepció crítica i comercial. La pel·lícula va tenir menys èxit que la pel·lícula anterior de Singer Sospitosos habituals, i Rotten Tomatoes la descriu com "una pel·lícula una mica inquietant que funciona com un thriller de suspens, però que no és del tot satisfactòria".
Roger Ebert, ressenyant per al Chicago Sun-Times, va escriure que la pel·lícula estava ben feta per Bryan Singer i ben interpretada, especialment per Ian McKellen, però que "la pel·lícula revela es revela si mateixa com a indigne de la seva temàtica". El crític va considerar que el material ofensiu no tenia un "missatge social" o un "propòsit general" i va trobar que les escenes posteriors de la pel·lícula eren "explotadores". Janet Maslin de The New York Times va aplaudir el valor de producció de la direcció de Bryan Singer, agradant-li la "gran fotografia" de Newton Thomas Sigel i el treball "increïblement editat" de John Ottman. Maslin va escriure sobre les actuacions de McKellen i Renfro: "Tots dos actors interpreten els seus papers de manera tan complicada que les tensions augmenten fins que l'horror esdevé gòtic sense imaginació". El crític va considerar que, a mesura que la pel·lícula s'acostava al final, "l'enginy de la història va disminuint notablement".
Kathleen Murphy de Film Comment va anomenar les actuacions de McKellen i Renfro com "abassagadores", però va considerar que no completaven la pel·lícula. Murphy va escriure: "[L'actuació] et fa desitjar que Apt Pupil tingués l'art i el coratge per mirar l'abisme horrible del mal". El crític va percebre que Apt Pupil apareix com una pel·lícula de terror convencional, que tenia els tocs "característics desagradables" de Stephen King i que la direcció "inepta" de Singer "banalitza[s] els personatges i el tema". Lisa Schwarzbaum d'Entertainment Weekly va dir Apt Pupil no era un "thriller de nazi caçat" ni un "thriller de Stephen King complet", sinó que com una "paràbola alumne-professor" que sembla "pertorbadora". Schwarzbaum va considerar que Singer va explicar "una història amb una ressonància moral seriosa", tot i que es necessitava paciència per superar els "tocs cinematogràfics més barrocs" de Singer de "perfeccions visuals... i trucs auditius" a la pel·lícula, citant com a exemples Dussander mirant Mr. Magoo a la televisió o la peça musical Liebestod durant una escena sagnant.
Jay Carr de The Boston Globe va qualificar Apt Pupil de "el més convincent per la seva dimensió moral", gaudint del "duet entre el Faust suau dels últims dies de Renfro i el despertat Mefistòfeles de McKellen". Tot i que Carr va trobar que el marc de la pel·lícula era realista, va assenyalar el canvi de ritme: "Potser percebre un afluix narratiu i una claustrofòbia asfixiant... 'Apt Pupil' es desvia cap a dispositius melodramàtics que treuen la pel·lícula de la seva inquietant amoralitat i la converteixen en una cosa molt més habitual i mundana". El crític va concloure: "Manté una desolada integritat en no tenir la intenció d'arribar al remordiment. Mai hi ha cap discussió." Michael Wilmington del Chicago Tribune va descriure Apt Pupil com un bon impacte que es perd l'horror final", trobant la debilitat de la pel·lícula en ser el vincle "artificiat" entre Dussander i Bowden. Wilmington va qualificar la trama d'"excés d'enginy", preguntant-se: "Com pot Todd no sols trobar convenientment un criminal de guerra nazi a la seva ciutat natal, sinó també coaccionar-lo i controlar-lo a l'instant?"

## Reconeixements
| Premi                                       | Categoria                                              | Receptor(s)                                | Resultat  |
| ------------------------------------------- | ------------------------------------------------------ | ------------------------------------------ | --------- |
| Premis de la Crítica Cinematogràfica        | Millor actor                                           | Ian McKellen (també per Gods and Monsters) | Guanyador |
| Fangoria Chainsaw Awards                    | Millor pel·lícula de gran estrena                      | Millor pel·lícula de gran estrena          | Nominat   |
| Fangoria Chainsaw Awards                    | Millor actor                                           | Ian McKellen                               | Nominat   |
| Fangoria Chainsaw Awards                    | Millor guió                                            | Brandon Boyce                              | Nominat   |
| Fangoria Chainsaw Awards                    | Millor banda sonora                                    | John Ottman                                | Nominat   |
| Florida Film Critics Circle Awards          | Millor actor                                           | Ian McKellen (també per Gods and Monsters) | Guanyador |
| International Horror Guild Awards           | Millor pel·lícula                                      | Millor pel·lícula                          | Nominat   |
| Online Film & Television Association Awards | Millor pel·lícula de ciència-ficció, fantasia o terror | Jane Hamsher, Don Murphy i Bryan Singer    | Nominat   |
| Online Film & Television Association Awards | Millor actor de ciència-ficció, fantasia o terror      | Ian McKellen                               | Nominat   |
| Premis Saturn                               | Millor pel·lícula de terror                            | Millor pel·lícula de terror                | Guanyador |
| Premis Saturn                               | Millor actor secundari                                 | Ian McKellen                               | Guanyador |
| Premis Saturn                               | Millor actuació d'un jove actor                        | Brad Renfro                                | Nominat   |
| Premis Saturn                               | Millor director                                        | Bryan Singer                               | Nominat   |
| Premis Saturn                               | Millor guió                                            | Brandon Boyce                              | Nominat   |
| Festival Internacional de Cinema de Tòquio  | Gran Premi                                             | Bryan Singer                               | Nominat   |
| Festival Internacional de Cinema de Tòquio  | Millor actor                                           | Brad Renfro                                | Guanyador |

## Demanda
Per a Apt Pupil, Bryan Singer va filmar una escena de dutxa en la qual Todd Bowden, saturat d'horroroses històries de Kurt Dussander, s'imagina els seus companys dutxant-se com a presoners jueus a les cambres de gas. L'escena es va rodar a l'Eliot Middle School d'Altadena, Califòrnia, el 2 d'abril de 1997, i dues setmanes més tard, un extra de 14 anys va presentar una demanda al·legant que Singer el va obligar a ell i a altres extres a despullar-se per a l'escena. Dos nois, de 16 i 17 anys, van donar suport posteriorment a la reivindicació del jove de 14 anys. Els nois van reclamar el trauma de l'experiència, buscant càrrecs contra els cineastes, com ara inflicció d'angoixa emocional, negligència i invasió de la privadesa. Allegations were made that the boys were filmed for sexual gratification. Els programes de notícies locals i els programes tabloides nacionals van provocar la polèmica. Un grup de treball sobre delictes sexuals que incloïa personal local, estatal i federal va investigar l'incident. L'oficina del fiscal de districte de Los Angeles va determinar que no hi havia cap motiu per presentar càrrecs penals, afirmant: "Els sospitosos tenien la intenció de completar una pel·lícula professional de la manera més ràpida i eficient possible. No hi ha cap indici de intenció sexual lasciva o anormal." L'escena es va tornar a rodar amb actors adults perquè la pel·lícula pogués acabar-se a temps.
The Hollywood Reporter va escriure el 2020: "Singer va ser un dels diversos acusats nominats a les demandes, que segons s'informa es van liquidar per una suma no revelada, amb els demandants obligats per acords de confidencialitat."

## Mitjans domèstics
La pel·lícula es va estrenar en DVD el 13 d'abril de 1999. La pel·lícula es va estrenar en Blu-ray el 7 de juny de 2011. També s'inclou al servei de streaming, Prime Video.